# Грейбил, Лукас
Лу́кас Гре́йбил (англ. Lucas Grabeel, род. 23 ноября 1984) — американский актёр, продюсер, сценарист, режиссёр. Широкую известность ему принесла роль талантливого актёра и певца Райана Эванса в трилогии «Классный мюзикл», а также роль начинающего музыканта Тоби Кенниша в телесериале «Их перепутали в роддоме».

## Ранние годы
Лукас родился в городе Спрингфилд, Миссури. В 2003 году окончил школу (англ. Kickapoo High School). Участвовал в различных школьных постановках. Посещал академию художеств (англ. Missouri Fine Arts Academy) в Государственном Университете штата Миссури (англ. Missouri State University). После посещения академии он решил переехать Лос-Анджелес, чтобы продолжить актёрскую карьеру.

## Карьера

### Актёрская карьера
Спустя два месяца после переезда в Лос-Анджелес Лукас получил свою первую роль в рекламе, а спустя несколько месяцев получил роль Итана в третьей части из серии диснеевских телефильмов «Хэллоуинтаун» — «Хэллоуинтаун 3».
После эпизодических ролей в телесериалах («Юристы Бостона», «Вероника Марс») в 2006 году Грейбил получил роль Райана Эванса, брата-близнеца Шарпей Эванс, которую играла Эшли Тисдэйл, в фильме «Классный мюзикл». К роли Райана Эванса Лукас вернулся во второй («Классный мюзикл: Каникулы») и третьей («Классный мюзикл: Выпускной») части киносерии. В 2006 году он снова сыграл роль Итана в фильме «Возвращение в Хэллоуинтаун». Также Грейбил сыграл молодого Лекса Лютора в трёх эпизодах телесериала «Тайны Смолвиля».
В 2007 году снялся в фильме «Элис вверх тормашками» основанном на серии книг Филлис Рейнольдс Нейлор. В 2008 году сыграл фотожурналиста и активиста за права геев Дэнни Николетту в биографическом фильме Гаса Ван Сента «Харви Милк». В том же году снялся в комедии «Приключения поварёнка», сыграв парня с необычным даром — создавать еду из ничего. В 2009—2010 годах участвовал музыкальном сериале «Я поцеловала вампира». В 2010 году Грейбил сыграл в фильме «Легенда о танцующем ниндзя» и участвовал в качестве актёра озвучивания в мультфильмах «Шоу Кливленда» и «Гриффины».
Кроме актёрской работы заявил о себе в качестве режиссёра, продюсера, сценариста. Так в 2008 и 2009 годах его короткометражки «Настоящий сын» и «Пробуждение Абигейл Харрис» получили награды на фестивале Park City Film Music Festival в Парк-Сити.

### Музыкальная карьера
В школе пел в хоре и организовал мужскую акапельную группу. После съемок в «Классном мюзикле» Грейбил, с другими звёздами фильма, участвовал в концертном туре High School Musical: The Concert по городам Северной Америки.
Помимо исполнения песен в «Классных мюзиклах» и музыкальном сериале «Я поцеловала вампира» Лукас исполнил песню для саундтрека к мультфильму «Лис и охотничий пёс 2». Также исполнил песню «Go the Distance» из мультфильма «Геркулес» для музыкального сборника Disneymania 5. В 2007 году в соавторстве с Натаниэлем Босли написал песню «You Got It» и выпустил как сингл.
В начале 2009 года Billboard считал, что трек Грейбила «I Want It All» должен быть номинирован на премию «Оскар» в категории «Лучшая оригинальная песня», однако песня не попала в окончательный шорт-лист.
Лукас играет на гитаре, фортепиано и барабанах.

## Фильмография
| Год       |     | Русское название               | Оригинальное название              | Роль                             |
| --------- | --- | ------------------------------ | ---------------------------------- | -------------------------------- |
| 2004      | тф  | Хэллоуинтаун 3                 | Halloweentown High                 | Итан Деллоуэй                    |
| 2005      | с   | Юристы Бостона                 | Boston Legal                       | Джейсон Мэтени                   |
| 2005      | ф   | Гамлет Догга, Макбет в сговоре | Dogg’s Hamlet, Cahoot’s Macbeth    | Чарли / Гертруда / Офелия        |
| 2005—2006 | с   | Вероника Марс                  | Veronica Mars                      | Келли Куззио / парень            |
| 2006      | тф  | Возвращение в Хэллоуинтаун     | Return to Halloweentown            | Итан Деллоуэй                    |
| 2006      | тф  | Классный мюзикл                | High School Musical                | Райан Эванс                      |
| 2006      | с   | Долго и счастливо              | ’Til Death                         | Пит Пратт                        |
| 2006—2011 | с   | Тайны Смолвилля                | Smallville                         | молодой Лекс Лютор / Коннер Кент |
| 2007      | тф  | Классный мюзикл: Каникулы      | High School Musical 2              | Райан Эванс                      |
| 2007      | ф   | Элис вверх тормашками          | Alice Upside Down                  | Лестер Маккинли                  |
| 2008      | кор | Настоящий сын                  | The Real Son                       | Фредди Динсмен                   |
| 2008      | ф   | Папина дочка                   | College Road Trip                  | Скутер                           |
| 2008      | ф   | Приключения поварёнка          | The Adventures of Food Boy         | Эзра                             |
| 2008      | ф   | Классный мюзикл: Выпускной     | High School Musical 3: Senior Year | Райан Эванс                      |
| 2008      | мф  | —                              | At Jesus’ Side                     | Джерико                          |
| 2008      | ф   | Харви Милк                     | Milk                               | Дэнни Николетта                  |
| 2009      | кор | —                              | Smoke Break                        | сэр Энтони Чайлдсворт            |
| 2009      | ф   | —                              | Lock and Roll Forever              | Донни                            |
| 2009      | с   | Я поцеловала вампира           | I Kissed a Vampire                 | Дилан Найт                       |
| 2009      | мс  | Гленн Мартин                   | Glenn Martin DDS                   | певец                            |
| 2010      | мс  | Шоу Кливленда                  | The Cleveland Show                 | второй нерд                      |
| 2010      | с   | C.S.I.: Место преступления     | CSI: Crime Scene Investigation     | Гильермо Сейдел                  |
| 2010      | ф   | Я поцеловала вампира           | I Kissed a Vampire                 | Дилан Найт                       |
| 2010      | ф   | Что случилось с Вирджинией?    | What’s Wrong with Virginia         | старейшина Джонс                 |
| 2010      | кор | —                              | Hey Johnny                         | н/д                              |
| 2010      | ф   | Танцующий ниндзя               | Dancing Ninja                      | Икки                             |
| 2010—2021 | мс  | Гриффины                       | Family Guy                         | разные персонажи                 |
| 2011      | мс  | Специальный агент Осо          | Special Agent Oso                  | дядя Эрик                        |
| 2011      | в   | Шикарное приключение Шарпей    | Sharpay’s Fabulous Adventure       | Райан Эванс                      |
| 2011—2017 | с   | Их перепутали в роддоме        | Switched at Birth                  | Тоби Кенниш                      |
| 2012      | мс  | Робоцып                        | Robot Chicken                      | разные персонажи                 |
| 2013      | кор | —                              | Chocolate Milk                     | Стэн                             |
| 2013      | мс  | Щенки из приюта № 17           | Pound Puppies                      | Хейри / Перси                    |
| 2013—2018 | мс  | Драконы                        | Dragons                            | Густав                           |
| 2014      | кор | —                              | Drown the Alarm                    | руководитель нефтяной компании   |
| 2014      | мф  | Гнездо дракона                 | Dragon Nest: Warriors’ Dawn        | Геррант                          |
| 2014      | мс  | Финес и Ферб                   | Phineas and Ferb                   | Верёвочное Лицо                  |
| 2014      | кор | —                              | Pilot Season                       | Лак                              |
| 2014—2017 | мс  | Драконы                        | Sheriff Callie’s Wild West         | заместитель шерифа Пек           |
| 2015—2016 | мс  | Академия грёз                  | Disney Star Darlings               | Ганимед                          |
| 2016—2019 | мс  | Елена — принцесса Авалора      | Elena of Avalor                    | Джику                            |
| 2017—2018 | мс  | Спирит: Дух свободы            | Spirit Riding Free                 | Джулиан Прескотт                 |
| 2018      | ф   | —                              | The Phineas And Ferb Show          | Перри                            |
| 2018      | ф   | Маленькие женщины              | Little Women                       | Лори                             |
| 2018—2019 | мс  | Пинки Малинки                  | Pinky Malinky                      | Пинки                            |
| 2019—2023 | с   | Классный мюзикл: Мюзикл        | High School Musical: The Musical   | в роли самого себя               |
| 2020      | мс  | Клеопатра в космосе            | Cleopatra in Space                 | Зедж                             |
| 2023      | мф  | —                              | We Lost Our Human                  | разные персонажи                 |
| 2023      | кор | —                              | Son of a Gun                       | Эй Джей                          |
| 2023      | мс  | Мои приключения с Суперменом   | My Adventures with Superman        | разные персонажи                 |